# Agoi
L'agoi és una llengua que es parla al sud-est de Nigèria, a l'estat de Cross River. Concretament es parla als poblats d'Agoi-Ekpo, Ekom-Agoi, Agoi-Ibami i Itu-Agoi, a la LGA d'Obubra. Segons l'ethnologue l'agoi té un estatus de llengua vigorosa.
L'agoi té el dialecte iko. Altres noms alternatius que s'utilitzen per a anomenar la llengua agoi són ibami, ro bambani, wa bambani i wagoi. És una llengua que forma part de la sots-família de les llengües Agoi-Doko-Iyonigong, que pertanyen a les llengües de l'alt Cross, de la família lingüística de les llengües del riu Cross. Les altres llengües de la mateixa sots-família són el bakpinka i el doko-uyanga, totes parlades a Nigèria.
Segons el joshuaproject hi ha 19.000 parlants d'agoi.
El 90% dels parlants d'agoi són cristians. D'aquests, el 50% són seguidors d'esglésies protestants, el 30% ho són d'esglésies cristianes independents i el 20% són catòlics romans. El 10% restants segueixen religions tradicionals africanes.